# Li Jianbin
Li Jianbin (en chino simplificado, 李建滨; pinyin, Lǐ Jiànbīn; Binzhou, China; 19 de abril de 1989) es un futbolista de China que juega en la posición de defensa con el Chengdu Rongcheng de la Superliga China.

## Carrera

### Club
| Periodo   | Club                           | Apariciones | Goles |
| --------- | ------------------------------ | ----------- | ----- |
| 2008–2011 | Chengdu Blades                 | 49          | 1     |
| 2008–2009 | → Sheffield United HK (cedido) | 5           | 1     |
| 2012–2014 | Guangzhou Evergrande           | 1           | 0     |
| 2013      | → Shanghai Shenhua (cedido)    | 26          | 0     |
| 2014      | → Henan Jianye (cedido)        | 7           | 0     |
| 2015–2018 | Shanghai Shenhua               | 59          | 2     |
| 2019–2020 | Dalian Professional            | 17          | 1     |
| 2021–     | Chengdu Rongcheng              | 13          | 0     |

### Selección nacional
Jugó para China en dos ocasiones en 2011 y participó en los Juegos Asiáticos de 2010 y en la Copa Asiática 2011.

## Logros
- Superliga de China: 2012
- Copa de China de fútbol: 2012
- Supercopa de China: 2012